# Олкотт, Эймос Бронсон
Э́ймос Бро́нсон О́лкотт (Amos Bronson Alcott), часто его имя транскрибируют как Амос (29 октября 1799 года, Вулкотт, Коннектикут — 4 марта 1888 года, Конкорд, Массачусетс) — педагог, философ, поэт, эссеист.
Родился в бедной фермерской семье. Образование получил как самоучка. Стал рано зарабатывать на жизнь, работая в качестве бродячего торговца в южных штатах.

## Педагогическая деятельность
Под влиянием своего дяди, который был директором школы в Чешире выбрал педагогическую стезю, и начиная с 1823 года учительствовал. В 1834 году открыл в Бостоне свою школу (Temple School). Свой опыт преподавания он обобщил в книгах:
- «Наблюдения о принципах и методах воспитания малышей» (Observations on Principles and Methods of Infant Instruction, 1830)
- «Беседы с детьми о евангелиях» (Conversations with Children on the Gospels, 1836—1837).

Вторая из этих книг подверглась критике — его обвинили в «посягательстве на теологию» и в развращении молодых умов. Его школа была закрыта в 1838 году.

## «Философская школа»
В 1840 году Олкотт вместе с семьей перебрался в Конкорд, Массачусетс, где наряду со своим другом Р. У. Эмерсоном стал одним из основателей Трансцендентального клуба. Рядом со своим домом Эймос выстроил большой деревянный сарай, расставил там грубые стулья и скамейки и назвал это «Философской школой». Там часто собирались члены кружка, куда входили также Г. Д. Торо, М. Фуллер, Т. Паркер, С. Х. Уитман, Н. Готорн и др. Это время он описал в книгах:
- «Орфические речения» (Orphic Sayings), напечатана в журнале «Дайел» в 1840 г.
- «Конкордские дни. Воспоминания о Конкорде» (Concord Days, Recollections of That Place).
- «Застольные беседы» (Table Talk, 1877)

## Поздние публикации
Олкотт был также автором стихотворных сборников:
- «Сонеты и канцонетты» (Sonnets and Canzonets, 1882)
- «Нью-Коннектикут» (New Connecticut, 1887)

В 1938 году были опубликованы выдержки из дневников Олкотта, в которых насчитывается около 30 тысяч страниц.

## Семья
Был женат на Эбигейл Олкотт — американской активистке.
В семье родилось четыре дочери, в их числе детская писательница Луиза Мэй Олкотт и художница Эбигейл Ньерикер. Им — отцу и дочерям, посвящена третья часть «Конкорд-сонаты» Чарльза Айвза.